# Daan Esch
Daan Esch (Herentals, 1968) is een Vlaams auteur, performer en ondernemer. Hij debuteerde in 2017 met de historische roman Stem, gevolgd in 2023 door het moderne Faustverhaal Vuist. 

## Biografie en loopbaan
Esch studeerde filosofie en economie aan de KU Leuven. In 1991 voltooide hij zijn opleiding Letteren aan de Rijksuniversiteit Groningen. Daarnaast volgde hij piano bij Catherine Van de Velde en Marijke Oers en genoot hij een zangopleiding bij onder meer Evelyn Brunner en Lucienne Van Deyck. 
In 1991 begon Esch als algemeen directeur van het Symfonieorkest van Vlaanderen. In 1993 werd hij dramaturg bij de toenmalige Vlaamse Opera. In 1997 begon hij als hoofdredacteur & casting officer bij de Munt. Hij zette zijn carrière verder als communicatiemanager bij verschillende multinationals en werkte jarenlang in het buitenland. Na een burn-out in 2015 gooide hij het roer om. In 2017 debuteerde hij bij Uitgeverij Lannoo met de historische roman Stem. Datzelfde jaar richtte hij ook zijn eigen onderneming Authenticom op. 

### Stem(2017)
Daan Esch debuteerde in 2017 met zijn historische roman Stem, uitgegeven door Uitgeverij Lannoo. Het verhaal waarin drie personages elk voor zich op zoek gaan naar hun eigen stem is geïnspireerd door de tragische levens van castraten. 
De auteur ontwikkelde in opdracht van Klara ook een podcastreeks rond castraten.
In het verlengde van de boekvoorstelling werkte de auteur een boekrecitalformule uit, samen met sopraan Hendrickje Van Kerckhove en pianiste Inge Spinette. De voorstelling speelde onder meer in de Munt, Opera Ballet Vlaanderen en de Singel.

### Vuist(2023)
Zijn tweede roman Vuist – een eigentijds Faustverhaal verscheen in september 2023, tevens bij Lannoo. Deze roman heeft als uitgangspunt ‘wat als Faust een vrouw zou zijn?’. Daarmee transponeert de auteur Goethes meesterwerk naar de materialistische en narcistische wereld van vandaag.
Ook voor deze roman verzorgde de auteur een reeks boekrecitals, waarmee hij op tournee ging bij CC Bornem, CC Dilbeek, CC Leuven en de Amuz. Deze keer trad hij op aan de zijde van sopraan Charlotte Wajnberg en bas Shadi Torbey, allebei laureaten van de Koningin Elisabethwedstrijd. Videocineaste Mirjam Devriendt stond in voor de filmische omkadering.